# 新しい歴史教科書をつくる会事務所放火事件
新しい歴史教科書をつくる会事務所放火事件（あたらしいれきしきょうかしょをつくるかいじむしょほうかじけん）とは、2001年（平成13年）8月7日に東京都文京区で発生した放火テロ事件。日本の新左翼の革労協反主流派（赤砦派）が起こした事件である。

## 事件の概要
2001年8月7日、東京都文京区本郷2丁目にある3階建てビルの1階部分で爆発音がし、火の手が上がった。当時、このビルの1階には新しい歴史教科書をつくる会の事務所があったが、すぐに消し止められ、窓を損傷する程度で済んだ。周辺は雑居ビルや住宅などが立ち並ぶ地域であり、大惨事になる可能性もあった。その後の警察の調べで、時限式発火装置や可燃性の液体が入ったポリタンクが発見されたことから、警視庁公安部は、同会を標的とした新左翼によるテロ事件と断定、本富士警察署に捜査本部を設置した。
この事件を受けて新しい歴史教科書をつくる会は同日の記者会見で「東京都教委が扶桑社の教科書採択を決定した当日の事件であり、採択妨害を意図したものであることは明らか」など述べ、暴力に屈することなく教科書是正を進めていくという声明を発表した。
2001年8月10日、「革命軍」と名乗る者から各報道機関に犯行声明文が郵送された。声明文には「都立養護学校への『歴史』『公民』教科書の差別主義的強行採択に対する、革命的報復である」と記載されていた。公安部はこの文面から革労協反主流派の犯行と断定した。
この声明文を受けて公安部は同年8月13日、台東区入谷にある革労協反主流派の活動拠点や個人宅など神奈川県内も含めて7ヶ所を現住建造物等放火容疑で一斉捜索、機関誌やフロッピーディスクなど65点を押収した。また、8月30日には駒澤大学構内にある活動拠点など7ヶ所を現住建造物等放火未遂容疑で家宅捜査した。